# Ellinor Zeino
Ellinor Zeino (* 1980) ist eine deutsche Politikwissenschaftlerin. Sie leitet seit 2024 das Auslandsbüro der Konrad-Adenauer-Stiftung in der Türkei.

## Leben
Sie studierte Politik-, Rechts- und Wirtschaftswissenschaften an der Universität Passau sowie Politikwissenschaft an der Universität Kairo (Ägypten). An der Universität Hamburg und dem GIGA (German Institute of Global and Area Studies) wurde sie zum Thema Saudi-Arabiens und Irans Irakpolitik promoviert.
Von September 2018 bis August 2021 leitete sie das Auslandsbüro der Konrad-Adenauer-Stiftung in Kabul, Afghanistan, danach das Regionalprogramm Südwestasien der Stiftung mit Sitz in Taschkent, Usbekistan. Sie ist seit 2022 sachverständiges Mitglied der Enquete-Kommission Lehren aus Afghanistan für das künftige vernetzte Engagement Deutschlands des Deutschen Bundestags und war außerdem 2022 Sachverständige im 1. Untersuchungsausschuss der 20. Wahlperiode des Deutschen Bundestages, der sich mit den Geschehnissen im Zusammenhang mit dem Abzug der Bundeswehrtruppen aus Afghanistan und der Evakuierung des deutschen Personals, der Ortskräfte und anderer Personen im Zeitraum vom 29. Februar 2020 bis zum 30. September 2021 befasst.

## Publikationen (Auszug)
- Afghanistans ewiges Versprechen. SIRIUS – Zeitschrift für Strategische Analysen, Vol. 6, No. 1, 2022, S. 60–67. doi:10.1515/sirius-2022-1006
- „Krisen gehen nicht einfach so weg“. Ellinor Zeino über die Lehren aus Afghanistan und die Zukunft deutscher Auslandseinsätze. Auslandsinformationen, 4/2024, S. 8–17[3]